# Elia (patriarca di Aquileia)
Elia (in latino Helia; fl. VI secolo) è stato un patriarca cattolico italiano, al tempo del Regno Longobardo.
Di origine greca, fu patriarca di Aquileia dal 571, quando la sede patriarcale era stata trasferita a Grado a causa della invasione dei Longobardi.
A Grado iniziò la costruzione della basilica di Sant'Eufemia e del Santuario sull'isola di Barbana. Inoltre, radunò un sinodo per confermare lo scisma dei Tre Capitoli, nonostante le forti pressioni contrarie del papa e dell'esarca di Ravenna.